# Co-optex
Tamil Nadu Handloom Weavers' Cooperative Society, tam. தமிழ்நாடு கைத்தறி நெசவாளர் கூட்டுறவு சங்கம் (கோ-ஆப்டெக்ஸ்; powszechnie znane jako Co-optex – spółdzielnia tradycyjnych tkaczy krosna ręcznego z indyjskiego stanu Tamilnadu. Spółdzielnia jest pod kontrolą Departamentu Krosien Ręcznych, Rzemiosła Artystycznego, Tekstyliów i Khadi (Tamil Nadu) Rządu Tamilnadu. Organizacja posiada szereg punktów handlowych w stanie. Co-Optex posiada również międzynarodową gałąź, Co-optex International, która eksportuje swoje produkty do Niemiec, Francji, Holandii, Belgii, Hiszpanii, Szwajcarii, Kanady, Grecji, Hongkongu, Wielkiej Brytanii czy RPA.